# Dècada del 350 aC

## Esdeveniments
- Guerra a Delfos
- El regne Qi, a la Xina, continua la construcció de la muralla
- A la cort xinesa, s'anima el debat polític i artístic
- Descrit el principi de la cambra fosca
- Construcció del Mausoleu d'Halicarnàs

## Personatges destacats
- Artaxerxes III de Pèrsia
- Filip II de Macedònia
- Demòstenes